# Louis-Marie Aubert du Petit-Thouars
Louis-Marie Aubert du Petit-Thouars (5 de novembre de 1758, Bournois – 12 de maig de 1831, París) va ser un botànic francès. Provenia d'una família aristocràtica de la regió d'Anjou (França), va viure al castell de Boumois, prop de Saumur. El 1792, després d'haver estat empresonat dos anys durant la revolució francesa, es va exiliar a Madagascar i a illes properes com La Réunion (aleshores anomenada Bourbon). Va recollir espècimens de plantes a Madagascar, Maurici i La Réunion. Quan 10 anys més tard va poder tornar a França havia recollit unes 2000 plantes. La majoria van anar a parar al Muséum de Paris, altres van anar a Kew. Va ser escollit membre de l'Académie des Sciences el 1820.

## Gèneres d'orquídies que Thouars va donar el nom

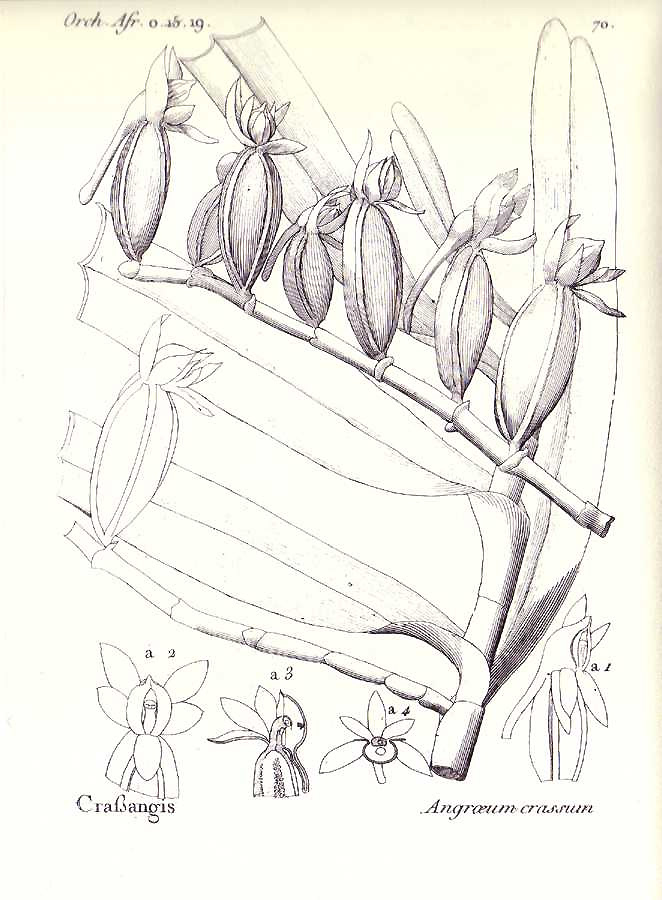
Angraecum crassum, en un dibuix de Thouars pel seu llibre Orch. Il. Afr.

- Angorchis Thouars 1809.(actualment: Angraecum Bory, 1804).
- Bulbophyllum Thouars 1822, 17 espècies.
- Centrosis Thouars, 1822. (actualment: Calanthe R.Br., 1821).)
- Corymborkis Thouars 1809 (actualment: Corymborchis Thou. ex Blume 1855)
- Cynorkis Thouars 1809
- Dendrorkis Thouars, 1809 (actualment: Polystachya Hook., 1824)
- Gastrorchis Thouars 1809
- Graphorkis Thouars 1809 (actualment Phaius Lour)
- Hederorkis Thouars 1809
- Leptorkis Thouars ex Kuntze, 1891 (actualment: Liparis Rich.,1817).
- Phyllorkis Thouars 1822 (now: Bulbophyllum Thouars, 1822).

## Espècies d'orquídies a les quals va donar el nom
- Cryptopus elatus Lindl. 1824, originàriament descrita com Angraecum elatum per Thouars (recollida a l'illa Maurici)
- Mystacidium gracile [Thouars] Finet 1907

## Plantes anomenades en honor seu
- Actinoschoenus thouarsii (Kunth) Benth. (Cyperaceae)
- Alafia thouarsii Roem. & Schult.1819 (Apocynaceae)
- Arthrostylis thouarsii Kunth (Cyperaceae)
- Bambusa thouarsii var. atter (actualment: Gigantochloa atter (Hassk.) Kurz 1864)(Poaceae)
- Cirrhopetalum thouarsii Lindl. 1830.
- Corymborchis thouarsii Blume = Corymbis corymbosa
- Cycas thouarsii R. Br. ex Gaudich (1829), (Cycadaceae)
- Dilobeia thouarsii Roem. & Schult. 1818 (Pteridaceae)
- Drypetes thouarsii (Euphorbiaceae)
- Fimbristylis thouarsii (Kunth) Merr. (Cyperaceae)
- Jasminocereus thouarsii (F.A.C.Weber) Backeb. (Cactaceae)
- Lindernia thouarsii, (Scrophulariaceae)
- Moyinga thouarsii (Elephant leg tree)
- Protorhus thouarsii Engl 1881 (Anacardiaceae)
- Strychnopsis thouarsii Baill. (Menispermaceae)
- Torenia thouarsii (Cham. & Schltdl.) Kuntze (Scrophulariaceae)
- Typhonodorum lindleyanum thouarsii (Araceae)
- Uapaca thouarsii (Euphorbiaceae)
- Voacanga thouarsii Roem. & Schult. 1819 (Apocynaceae)
- Vonitra thouarsii (Arecaceae)

## Altres espècies
- Eucidaris thouarsii Valenciennes (Echinodermata)
- Flabellum thouarsii (uns coralls de l'Antàrtida)

## Família
- Aristide Aubert du Petit Thouars (1760–1798) oficial de l'Armada francesa i heroi a la batalla del Nil.[2]
- Abel Aubert Dupetit Thouars (1793–1864), almirall que va prendre possessió de Tahití per a França.[3]
- Abel-Nicolas Bergasse Dupetit Thouars (1832–1890), almirall que participà en la Guerra Boshin al Japó.[4]